# Fulvio Milia
Fulvio Milia (Trieste, 12 luglio 1963) è un militare italiano, Maresciallo Capo (all'epoca dei fatti) dell'Arma dei Carabinieri, insignito della Medaglia d'Oro al Valor Civile.